# CoDeSys
CODESYS es un entorno de desarrollo para la programación de controladores conforme con el estándar industrial internacional IEC 61131-3. El término CODESYS es un acrónimo y significa Sistema de Desarrollo de Controladores.
CODESYS es desarrollado y comercializado por la empresa de software alemán 3S-Smart de Soluciones de Software situado en la ciudad bávara de Kempten. La Primera Versión (1,0) fue creada en 1994. 
CODESYS puede descargarse desde el sitio web de la compañía.

## Lenguajes de programación
Los seis lenguajes de programación para aplicaciones vienen definidos en el IEC 61131-3 y están disponibles en el entorno de desarrollo CODESYS. 

### Lenguajes de texto
IL (lista de instrucciones) es un lenguaje de programación parecido al lenguaje ensamblador.
ST (texto estructurado) es similar a la programación en PASCAL o C

### Lenguajes gráficos
LD (Diagrama Ladder) permite al programador combinar los contactos de relé y las bobinas. Es el lenguaje de Programación de PLC por excelencia.
FBD (diagrama de bloques de función) permite al usuario programar rápidamente, tanto expresiones como en lógica booleana.
SFC (Bloques de función secuenciales) es conveniente para los procesos de programación secuencial 
Dispone también de un editor gráfico que no está definido en la norma IEC: 
CFC (Continuous Function Chart) es una especie de editor de FBD libre. Es un editor orientado a FBD donde las conexiones entre las entradas, salidas y los operadores se fijan automáticamente. Todas las cajas se pueden colocar libremente, lo que permite programar ciclos de retroalimentación provisional sin variables.

## Uso industrial
Más de 250 fabricantes de dispositivos de diferentes sectores industriales ofrecen sus dispositivos de automatización inteligente programable con la interfaz de programación CODESYS. En consecuencia, miles de usuarios finales en todo el mundo emplean CODESYS para su trabajo diario en todo tipo de tareas de automatización. Hoy en día, CODESYS es la herramienta de desarrollo basada en IEC 61131-3 más extendida en Europa. 
Una red mundial de asociados del sistema de CODESYS ofrece tanto una amplia variedad de servicios para los usuarios CODESYS como el apoyo a los usuarios finales, soporte, consultoría, formación, programación de aplicaciones o la integración de sistemas.